# A Szex és New York epizódjainak listája
Ez a szócikk az amerikai HBO televíziós csatorna 1998–2004 között sugárzott Szex és New York (Sex and the City) című filmsorozatának epizódjait tartalmazza.

## Évados áttekintés
| Évad | Évad | Epizódok | Eredeti sugárzás | Eredeti sugárzás    | Eredeti adó |
| Évad | Évad | Epizódok | Évadpremier      | Évadfinálé          | Eredeti adó |
| ---- | ---- | -------- | ---------------- | ------------------- | ----------- |
|      | 1    | 12       | 1998. június 6.  | 1998. augusztus 23. | HBO         |
|      | 2    | 18       | 1999. június 6.  | 1999. október 3.    | HBO         |
|      | 3    | 18       | 2000. június 4.  | 2000. október 15.   | HBO         |
|      | 4    | 18       | 2001. június 3.  | 2002. február 10.   | HBO         |
|      | 5    | 8        | 2002. július 21. | 2002. szeptember 8. | HBO         |
|      | 6    | 20       | 2003. június 22. | 2004. február 22.   | HBO         |

## 1. évad (1998)
| Sor. | Év. | Cím                                                        | Rendező           | Író                                          | Premier             |
| ---- | --- | ---------------------------------------------------------- | ----------------- | -------------------------------------------- | ------------------- |
| 1.   | 1.  | Szex és New York (Sex and the City)                        | Susan Seidelman   | Darren Star                                  | 1998. június 6.     |
| 2.   | 2.  | Modellek és halandók (Models and Mortals)                  | Alison Maclean    | Darren Star                                  | 1998. június 14.    |
| 3.   | 3.  | Nős nőfalók és egyéb ínyencek (Bay of Married Pigs)        | Nicole Holofcener | Michael Patrick King                         | 1998. június 21.    |
| 4.   | 4.  | Fiatalok és lelkesek (Valley of the Twenty-Something Guys) | Alison Maclean    | Michael Patrick King                         | 1998. június 28.    |
| 5.   | 5.  | A női nem hatalma (The Power of Female Sex)                | Susan Seidelman   | Történet: Jenji Kohan Tévéjáték: Darren Star | 1998. július 5.     |
| 6.   | 6.  | Titkos szex (Secret Sex)                                   | Michael Fields    | Darren Star                                  | 1998. július 12.    |
| 7.   | 7.  | A monogámista (The Monogamists)                            | Darren Star       | Darren Star                                  | 1998. július 19.    |
| 8.   | 8.  | Édes hármas (Three's a Crowd)                              | Nicole Holofcener | Jenny Bicks                                  | 1998. július 26.    |
| 9.   | 9.  | A teknős és a nyúl (The Turtle and the Hare)               | Michael Fields    | Nicole Avril & Susan Kolinsky                | 1998. augusztus 2.  |
| 10.  | 10. | A bébi buli (The Baby Shower)                              | Susan Seidelman   | Terri Minsky                                 | 1998. augusztus 9.  |
| 11.  | 11. | Átmeneti hiány (The Drought)                               | Matthew Harrison  | Michael Green & Michael Patrick King         | 1998. augusztus 16. |
| 12.  | 12. | A szentek bevonulása (Oh Come All Ye Faithful)             | Matthew Harrison  | Michael Patrick King                         | 1998. augusztus 23. |

## 2. évad (1999)
| Sor. | Év. | Cím                                                                                    | Rendező              | Író                               | Premier              |
| ---- | --- | -------------------------------------------------------------------------------------- | -------------------- | --------------------------------- | -------------------- |
| 13.  | 1.  | Játék a golyókkal (Take Me Out to the Ballgame)                                        | Allen Coulter        | Michael Patrick King              | 1999. június 6.      |
| 14.  | 2.  | Az igazság fáj (The Awful Truth)                                                       | Allen Coulter        | Darren Star                       | 1999. június 13.     |
| 15.  | 3.  | Defektesek (The Freak Show)                                                            | Allen Coulter        | Jenny Bicks                       | 1999. június 20.     |
| 16.  | 4.  | A szingliket lelövik, ugye? (They Shoot Single People, Don't They?)                    | John David Coles     | Michael Patrick King              | 1999. június 27.     |
| 17.  | 5.  | Négy gyászoló és egy temetés (Four Women and a Funeral)                                | Allen Coulter        | Jenny Bicks                       | 1999. július 4.      |
| 18.  | 6.  | A hűtlenségi próba (The Cheating Curve)                                                | John David Coles     | Darren Star                       | 1999. július 11.     |
| 19.  | 7.  | A kacsatánc (The Chicken Dance)                                                        | Victoria Hochberg    | Cindy Chupack                     | 1999. július 18.     |
| 20.  | 8.  | Férfiak, legendák, viagra (The Man, The Myth, The Viagra)                              | Victoria Hochberg    | Michael Patrick King              | 1999. július 25.     |
| 21.  | 9.  | Kutyák és pimpilik (Old Dogs, New Dicks)                                               | Alan Taylor          | Jenny Bicks                       | 1999. augusztus 1.   |
| 22.  | 10. | A kasztrendszer (The Caste System)                                                     | Allison Anders       | Darren Star                       | 1999. augusztus 8.   |
| 23.  | 11. | Evolúció (Evolution)                                                                   | Pam Thomas           | Cindy Chupack                     | 1999. augusztus 15.  |
| 24.  | 12. | Gyönyörteli fájdalom (La Douleur Exquise!)                                             | Allison Anders       | Ollie Levy & Michael Patrick King | 1999. augusztus 22.  |
| 25.  | 13. | Felnőtt játékok (Games People Play)                                                    | Michael Spiller      | Jenny Bicks                       | 1999. augusztus 29.  |
| 26.  | 14. | Dugi-dugó (The Fuck Buddy)                                                             | Alan Taylor          | Darren Star                       | 1999. szeptember 5.  |
| 27.  | 15. | Gyenge pontok (Shortcomings)                                                           | Dan Algrant          | Terri Minsky                      | 1999. szeptember 12. |
| 28.  | 16. | Neked jó volt? (Was It Good For You?)                                                  | Dan Algrant          | Michael Patrick King              | 1999. szeptember 19. |
| 29.  | 17. | Huszonéves lányok kontra 30-as nők (Twenty-Something Girls vs. Thirty-Something Women) | Darren Star          | Darren Star                       | 1999. szeptember 26. |
| 30.  | 18. | Az ex és New York (Ex and the City)                                                    | Michael Patrick King | Michael Patrick King              | 1999. október 3.     |

## 3. évad (2000)
| Sor. | Év. | Cím                                                        | Rendező              | Író                                          | Premier              | Nézettség   |
| ---- | --- | ---------------------------------------------------------- | -------------------- | -------------------------------------------- | -------------------- | ----------- |
| 31.  | 1.  | Nem zörög a haraszt (Where There's Smoke...)               | Michael Patrick King | Michael Patrick King                         | 2000. június 4.      | n.a         |
| 32.  | 2.  | Politikai merevség (Politically Erect)                     | Michael Patrick King | Darren Star                                  | 2000. június 11.     | 3,60 millió |
| 33.  | 3.  | A 180 cm-es nő támadása (Attack of the 5'10" Woman)        | Pam Thomas           | Cindy Chupack                                | 2000. június 18.     | 3,98 millió |
| 34.  | 4.  | Fiú, lány, fiú, lány… (Boy, Girl, Boy, Girl...)            | Pam Thomas           | Jenny Bicks                                  | 2000. június 25.     | 3,69 millió |
| 35.  | 5.  | Nincs se ha, nincs se és (No Ifs, Ands, or Butts)          | Nicole Holofcener    | Michael Patrick King                         | 2000. július 9.      | 3,97 millió |
| 36.  | 6.  | Lotyók vagyunk? (Are We Sluts?)                            | Allison Anders       | Cindy Chupack                                | 2000. július 16.     | n.a         |
| 37.  | 7.  | Könnyű prédák (Drama Queens)                               | Allison Anders       | Darren Star                                  | 2000. július 23.     | 4,56 millió |
| 38.  | 8.  | Sorskérdések (The Big Time)                                | Allison Anders       | Jenny Bicks                                  | 2000. július 30.     | 3,93 millió |
| 39.  | 9.  | Ami könnyen jött, könnyen megy (Easy Come, Easy Go)        | Charles McDougall    | Michael Patrick King                         | 2000. augusztus 6.   | 3,50 millió |
| 40.  | 10. | Mindent vagy semmit (All or Nothing)                       | Charles McDougall    | Jenny Bicks                                  | 2000. augusztus 13.  | 4,42 millió |
| 41.  | 11. | Pengeélen táncoló (Running with Scissors)                  | Dennis Erdman        | Michael Patrick King                         | 2000. augusztus 20.  | 4,64 millió |
| 42.  | 12. | Nem lát, nem hall (Don't Ask, Don't Tell)                  | Dan Algrant          | Cindy Chupack                                | 2000. augusztus 27.  | 4,16 millió |
| 43.  | 13. | Menekülés New Yorkból (Escape from New York)               | John David Coles     | Becky Hartman Edwards & Michael Patrick King | 2000. szeptember 10. | 4,20 millió |
| 44.  | 14. | Szex és egy másik város (Sex and Another City)             | John David Coles     | Jenny Bicks                                  | 2000. szeptember 17. | 4,76 millió |
| 45.  | 15. | Mini macák (Hot Child in the City)                         | Michael Spiller      | Allan Heinberg                               | 2000. szeptember 24. | 4,94 millió |
| 46.  | 16. | Bajos társak (Frenemies)                                   | Michael Spiller      | Jenny Bicks                                  | 2000. október 1.     | 5,35 millió |
| 47.  | 17. | Egyszer hopp, másszor kopp (What Goes Around Comes Around) | Allen Coulter        | Darren Star                                  | 2000. október 8.     | n.a         |
| 48.  | 18. | Kukorikúúú (Cock a Doodle Do!)                             | Allen Coulter        | Michael Patrick King                         | 2000. október 15.    | 4,71 millió |

## 4. évad (2001-2002)
| Sor. | Év. | Cím                                                                | Rendező              | Író                               | Premier             | Nézettség   |
| ---- | --- | ------------------------------------------------------------------ | -------------------- | --------------------------------- | ------------------- | ----------- |
| 49.  | 1.  | Agónia és extázis (The Agony and the 'Ex'-tacy)                    | Michael Patrick King | Michael Patrick King              | 2001. június 3.     | 6,49 millió |
| 50.  | 2.  | Az igazi én (The Real Me)                                          | Michael Patrick King | Michael Patrick King              | 2001. június 3.     | 5,93 millió |
| 51.  | 3.  | Meghatározó pillanatok (Defining Moments)                          | Allen Coulter        | Jenny Bicks                       | 2001. június 10.    | 5,48 millió |
| 52.  | 4.  | Mindig csak a szex, a szex, a szex (What's Sex Got to Do with It?) | Allen Coulter        | Nicole Avril                      | 2001. június 17.    | 5,13 millió |
| 53.  | 5.  | Kísértet város (Ghost Town)                                        | Michael Spiller      | Allan Heinberg                    | 2001. június 24.    | 5,84 millió |
| 54.  | 6.  | Sok a szöveg, szivi (Baby, Talk Is Cheap)                          | Michael Spiller      | Cindy Chupack                     | 2001. július 1.     | 5,47 millió |
| 55.  | 7.  | Múló bűnhődés (Time and Punishment)                                | Michael Spiller      | Jessica Bendinger                 | 2001. július 8.     | 5,59 millió |
| 56.  | 8.  | A laptopom én vagyok (My Motherboard, My Self)                     | Michael Spiller      | Julie Rottenberg & Elisa Zuritsky | 2001. július 15.    | 5,37 millió |
| 57.  | 9.  | Szex vidéken (Sex and the Country)                                 | Michael Spiller      | Allan Heinberg                    | 2001. július 22.    | 5,80 millió |
| 58.  | 10. | Golyózáporban (Belles of the Balls)                                | Michael Spiller      | Michael Patrick King              | 2001. július 29.    | 5,98 millió |
| 59.  | 11. | Volna, volna, volna (Coulda, Woulda, Shoulda)                      | David Frankel        | Jenny Bicks                       | 2001. augusztus 5.  | 5,87 millió |
| 60.  | 12. | Mondj igent! (Just Say Yes)                                        | David Frankel        | Cindy Chupack                     | 2001. augusztus 12. | 6,64 millió |
| 61.  | 13. | Egy kis csetepaté (The Good Fight)                                 | Charles McDougall    | Michael Patrick King              | 2002. január 6.     | 7,30 millió |
| 62.  | 14. | Nem mind arany… (All That Glitters)                                | Charles McDougall    | Cindy Chupack                     | 2002. január 13.    | 6,81 millió |
| 63.  | 15. | Végzetes ruhapróba (Change of a Dress)                             | Alan Taylor          | Julie Rottenberg & Elisa Zuritsky | 2002. január 20.    | 5,02 millió |
| 64.  | 16. | Csön csön gyűrű (Ring A Ding Ding)                                 | Alan Taylor          | Amy B. Harris                     | 2002. január 27.    | 7,20 millió |
| 65.  | 17. | Baj van a Vogue körül (A 'Vogue' Idea)                             | Martha Coolidge      | Allan Heinberg                    | 2002. február 3.    | 4,34 millió |
| 66.  | 18. | Szeretlek New York (I Heart NY)                                    | Martha Coolidge      | Michael Patrick King              | 2002. február 10.   | 7,39 millió |

## 5. évad (2002)
| Sor. | Év. | Cím                                                         | Rendező              | Író                                  | Premier             | Nézettség   |
| ---- | --- | ----------------------------------------------------------- | -------------------- | ------------------------------------ | ------------------- | ----------- |
| 67.  | 1.  | Horgonyt fel! (Anchors Away)                                | Charles McDougall    | Michael Patrick King                 | 2002. július 21.    | 7,93 millió |
| 68.  | 2.  | Bűnös lelkek (Unoriginal Sin)                               | Charles McDougall    | Cindy Chupack                        | 2002. július 28.    | 6,63 millió |
| 69.  | 3.  | Vénlány szerencsét hoz (Luck Be an Old Lady)                | John David Coles     | Julie Rottenberg & Elisa Zuritsky    | 2002. augusztus 4.  | 6,59 millió |
| 70.  | 4.  | A címlapfotó (Cover Girl)                                   | John David Coles     | Judy Toll & Michael Patrick King     | 2002. augusztus 11. | 7,31 millió |
| 71.  | 5.  | Plussz egy fővel egyedül (Plus One is the Loneliest Number) | Michael Patrick King | Cindy Chupack                        | 2002. augusztus 18. | 6,95 millió |
| 72.  | 6.  | Kritikus állapotok (Critical Condition)                     | Michael Patrick King | Alexa Junge                          | 2002. augusztus 25. | 7,38 millió |
| 73.  | 7.  | A nagy utazás (The Big Journey)                             | Michael Engler       | Michael Patrick King                 | 2002. szeptember 1. | 5,95 millió |
| 74.  | 8.  | Csak színjáték (I Love a Charade)                           | Michael Engler       | Cindy Chupack & Michael Patrick King | 2002. szeptember 8. | 7,33 millió |

## 6. évad (2003-2004)
| Sor. | Év. | Cím                                                                     | Rendező              | Író                               | Premier              | Nézettség    |
| ---- | --- | ----------------------------------------------------------------------- | -------------------- | --------------------------------- | -------------------- | ------------ |
| 75.  | 1.  | Lányok a piacon (To Market, to Market)                                  | Michael Patrick King | Michael Patrick King              | 2003. június 22.     | 7,30 millió  |
| 76.  | 2.  | Szexremények (Great Sexpectations)                                      | Michael Patrick King | Cindy Chupack                     | 2003. június 29.     | 5,82 millió  |
| 77.  | 3.  | Befejezett múlt, sima jövő (The Perfect Present)                        | David Frankel        | Jenny Bicks                       | 2003. július 6.      | 6,95 millió  |
| 78.  | 4.  | Kritizálunk, locsogunk (Pick-A-Little, Talk-A-Little)                   | David Frankel        | Julie Rottenberg & Elisa Zuritsky | 2003. július 13.     | 6,60 millió  |
| 79.  | 5.  | Színház az egész világ (Lights, Camera, Relationship!)                  | Michael Engler       | Michael Patrick King              | 2003. július 20.     | 6,43 millió  |
| 80.  | 6.  | Csak egy ugrás és egy hét (Hop, Skip, and a Week)                       | Michael Engler       | Amy B. Harris                     | 2003. július 27.     | 6,34 millió  |
| 81.  | 7.  | A rossz cetli ragadós (The Post-It Always Sticks Twice)                 | Alan Taylor          | Liz Tuccillo                      | 2003. augusztus 3.   | 5,77 millió  |
| 82.  | 8.  | A nagy fogás (The Catch)                                                | Alan Taylor          | Cindy Chupack                     | 2003. augusztus 10.  | 6,64 millió  |
| 83.  | 9.  | A nő joga a cipőhöz (A Woman's Right to Shoes)                          | Tim Van Patten       | Jenny Bicks                       | 2003. augusztus 17.  | 6,74 millió  |
| 84.  | 10. | A megszakadt kapcsolat (Boy, Interrupted)                               | Tim Van Patten       | Cindy Chupack                     | 2003. augusztus 24.  | 6,94 millió  |
| 85.  | 11. | A dominóelv (The Domino Effect)                                         | David Frankel        | Julie Rottenberg & Elisa Zuritsky | 2003. szeptember 7.  | 6,89 millió  |
| 86.  | 12. | Az az egy (One)                                                         | David Frankel        | Michael Patrick King              | 2003. szeptember 14. | 7,65 millió  |
| 87.  | 13. | És lőn világosság (Let There Be Light)                                  | Michael Patrick King | Michael Patrick King              | 2004. január 4.      | 6,36 millió  |
| 88.  | 14. | A nyálfaktor (The Ick Factor)                                           | Wendey Stanzler      | Julie Rottenberg & Elisa Zuritsky | 2004. január 11.     | n.a          |
| 89.  | 15. | A 38-as csapdája (Catch-38)                                             | Michael Engler       | Cindy Chupack                     | 2004. január 18.     | n.a          |
| 90.  | 16. | Derült konyhából villámcsapás (Out of the Frying Pan)                   | Michael Engler       | Jenny Bicks                       | 2004. január 25.     | 5,54 millió  |
| 91.  | 17. | A hidegháború (The Cold War)                                            | Julian Farino        | Aury Wallington                   | 2004. február 1.     | 4,43 millió  |
| 92.  | 18. | Placcs! (Splat!)                                                        | Julian Farino        | Jenny Bicks & Cindy Chupack       | 2004. február 8.     | 4,83 millió  |
| 93.  | 19. | Egy amerikai lány Párizsban, 1. rész (An American Girl In Paris Part 1) | Tim Van Patten       | Michael Patrick King              | 2004. február 15.    | 6,14 millió  |
| 94.  | 20. | Egy amerikai lány Párizsban, 2. rész (An American Girl In Paris Part 2) | Tim Van Patten       | Michael Patrick King              | 2004. február 22.    | 10,62 millió |

## Fordítás
- Ez a szócikk részben vagy egészben  a   List_of_Sex_and_the_City_episodes című angol Wikipédia-szócikk fordításán alapul.  Az eredeti cikk szerkesztőit annak laptörténete sorolja fel. Ez a jelzés csupán a megfogalmazás eredetét és a szerzői jogokat jelzi, nem szolgál a cikkben szereplő információk forrásmegjelöléseként.